# Cantón de Peyrolles-en-Provence
El cantón de Peyrolles-en-Provence era una división administrativa francesa, que estaba situada en el departamento de Bocas del Ródano y la región de Provenza-Alpes-Costa Azul.

## Composición
El cantón estaba formado por cinco comunas:
- Jouques
- Meyrargues
- Le Puy-Sainte-Réparade
- Peyrolles-en-Provence
- Saint-Paul-lès-Durance

## Supresión del cantón de Peyrolles-en-Provence
En aplicación del Decreto n.º 2014-271 de 27 de febrero de 2014, el cantón de Peyrolles-en-Provence fue suprimido el 29 de marzo de 2015 y sus 5 comunas pasaron a formar parte del nuevo cantón de Trets.